# 异花觿茅
异花觿茅（学名：Dimeria heterantha）为禾本科觿茅属下的一个种。